# Treasure Guards – Das Vermächtnis des Salomon
Treasure Guards – Das Vermächtnis des Salomon (Originaltitel Treasure Guards) ist ein deutscher Abenteuerfernsehfilm aus dem Jahr 2011 von Iain B. MacDonald. In den Film fließen historische Einflüsse des Salomos ein.

## Handlung
Angelo war einst Teil der Eskorte des Papstes, verliebte sich aber in eine Frau, die sich später als Verschwörerin und versuchte Attentäterin auf den Papst entpuppte. Aufgrund seines persönlichen Scheiterns verlässt er die Eskorte, wird Priester und schließt sich den Hütern der Schatzkammer, einer Organisation der Kirche, an. Diese kümmert sich um die Bergung wertvoller Reliquien. Angelo wird mit der Mission betraut, den Ring von König Salomon zu bergen, der zu einer Diamantenmine führt.
Die junge aufstrebende Archäologin der University of Oxford Victoria Carter muss sich ihren Ruf in der wissenschaftlichen Einrichtung erst noch aufbauen und muss daher um die Finanzierung einer Ausgrabung hart kämpfen. Sie entdeckt allerdings eines Tages Hinweise, wo sich das Siegel von König Salomon befinden könnte. Daher wird sie Angelo als wissenschaftliche Unterstützung begleiten. Bevor Victoria die Mission beginnt, wendet sie sich an ihren Vater Teddy Carter, einen angesehenen Oxford-Professor und großen Kenner von König Salomon, um ein in ihren Besitz gelangtes Manuskript zu entziffern. Die beiden haben seit einigen Jahren aufgrund des Todes ihrer Mutter kein gutes Verhältnis zueinander. Später findet sie weder ihren Vater noch das Manuskript im Büro, verschweigt dieses aber Angelo.
Auf ihrer Reise in die Wüste Jordaniens gibt es völlige Meinungsverschiedenheiten, da Victoria Atheistin ist und ihrem wissenschaftlichen Ansatz folgen will, während der sehr religiöse Angelo den Talisman für die Kirche bekommen will. Zu den beiden gesellt sich Luca, Angelos Bruder, ein junger Mann, der stets unter Geldsorgen leidet und hofft, durch eine erfolgreiche Mission von eben diesen Sorgen erlöst zu werden. In einer alten Tempelruine wird die kleine Gruppe tatsächlich fündig. Während einer Nacht- und Nebelaktion wird jedoch der Schatz entwendet. Daraufhin beginnt eine Verfolgungsjagd mit einer ominösen Gruppe Kleinkrimineller.

## Hintergrund
Der Film wurde überwiegend in Südafrika, insbesondere in Kapstadt, realisiert. Einige Szenen wurden in Rom aufgenommen. Die Dreharbeiten fanden vom 20. November 2010 bis zum 18. Dezember 2010 statt. Die deutschsprachige Erstausstrahlung erfolgte am 30. September 2011.

## Rezeption
„In Südafrika gedrehter trivial-naiver (Fernseh-)Abenteuerfilm, in der eine vermeintliche biblische Legende zum Leben erweckt werden soll.“

Auf Rotten Tomatoes hat der Film bei weniger als 50 Publikumsbewertungen eine mäßige Wertung von 26 %. In der Internet Movie Database kommt der Film auf eine Wertung von 4,7 von 10,0 Sternen bei fast 1000 Stimmen.